# Бом (Бельгия)
Бом (нидерл. Boom) — коммуна, расположенная на берегу реки Рюпель в бельгийской провинции Антверпен. Население — 17 782 человека, площадь — 7,37 км².
Бом известен как место действия фильма «Героическая кермесса» и как место проведения одного из крупнейших фестивалей электронной музыки Tomorrowland.

## История
В исторических источниках Бом упоминается с конца 13-го века, хотя предположительно существовал ещё во времена Римской империи.

## География
Бом расположен между тремя большими городами: Брюссель, Антверпен и Мехелен вдоль реки Рюпел. В окрестностях расположены кирпичные заводы благодаря наличию залежей глины.

## Население

### Известные уроженцы
- Глен де Бук
- Боббеян Схупен
- Кевин Селдрайерс
- Жозеф ван Лериус
- Бьорн Влеминкс

## Фотографии

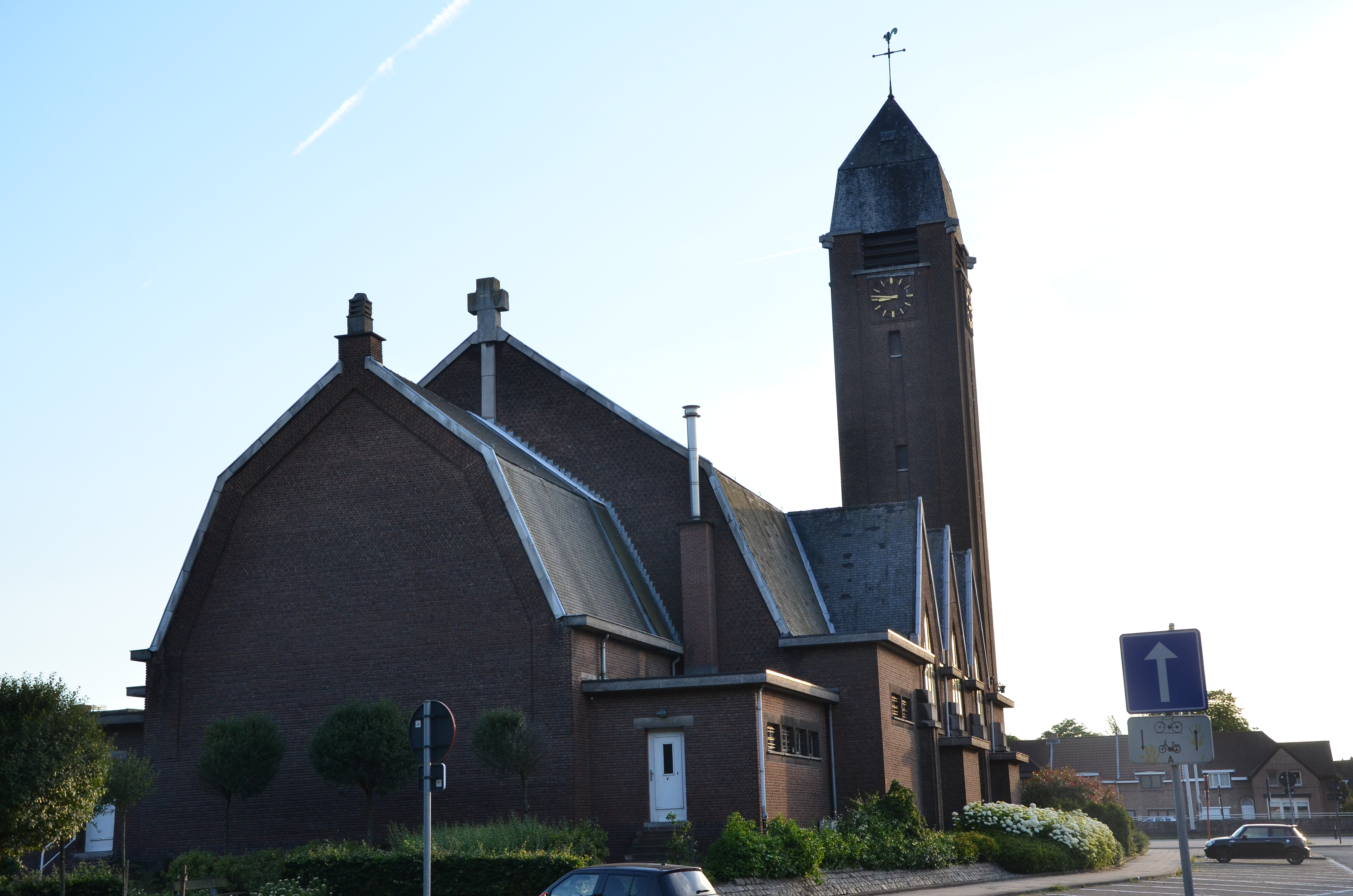
Heilig Hartkerk
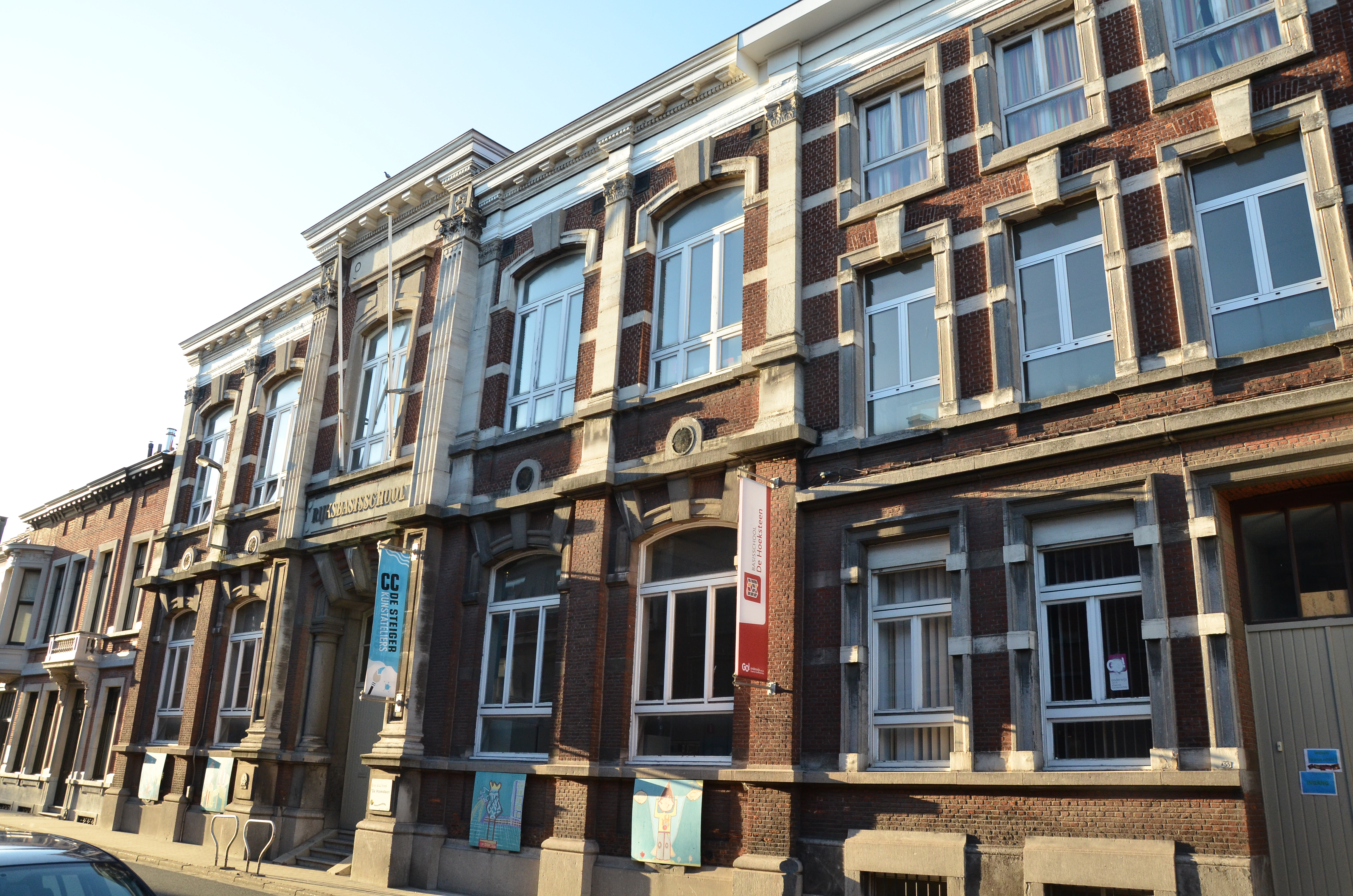
Rijksbasisschoo
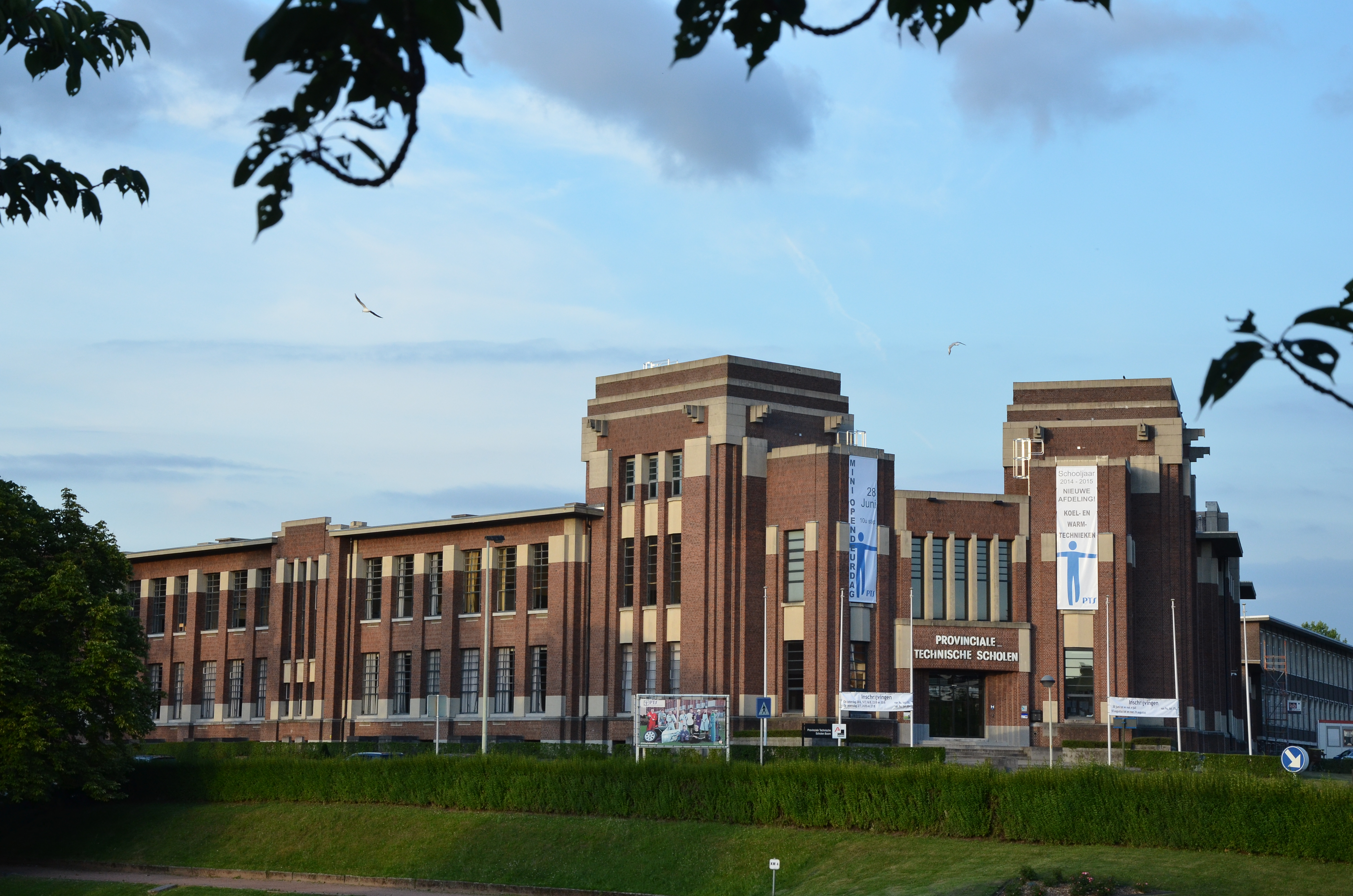
Provinciale en Technische Scholen
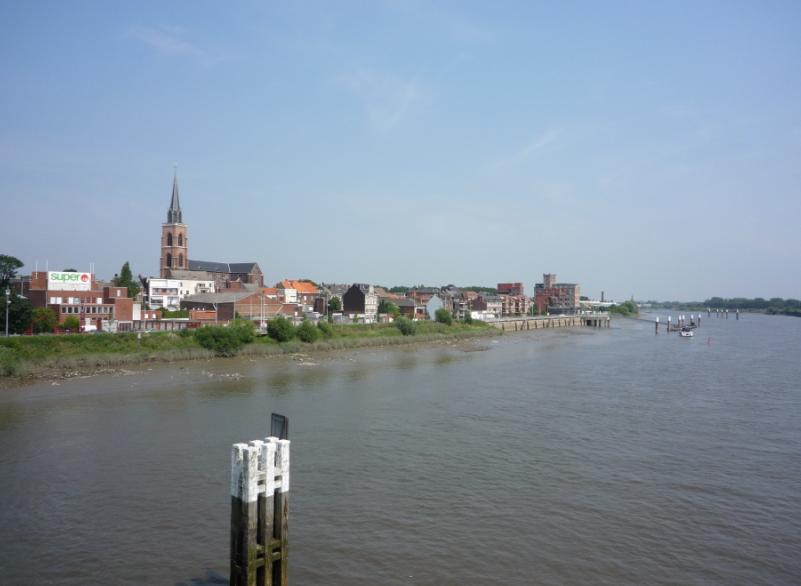
Boom aan de Rupel